# Football Club Breitenrain Bern
O Football Club Breitenrain Bern é um clube de futebol com sede em Berna, Suíça. A equipe compete na Swiss Promotion League.

## História
O clube foi fundado em 1994. 